# Idroflex
Idroflex is een historisch merk van motorfietsen, gebouwd door het Italiaanse bedrijven REOM en ISSI.
De bedrijfsnaam was: REOM (Società per il Commercio e l’Industria Radio Elettrica Ottica Meccanica), later Ditta ISSI (Instituto Scientifico Sperimentale Industriale), Sezione Idroflex, Milano (1949-?).
REOM bouwde lichte motorfietsen met aan de achterste swingarm een 105cc-tweetaktmotor met liggende cilinder, onder de naam Idroflex. Later ging de productie over naar ISSI, waarna in 1952 een toer- en een sportversie volgden, waarbij het 125cc-motorblok normaal in het frame lag. In 1956 volgden er 49cc-bromfietsen en een 98cc-versie.
Idroflex was de bromfietstak van het merk Guazzoni.